# (9302) 1985 TB3
A (9302) 1985 TB3 a Naprendszer kisbolygóövében található aszteroida. Paul Wild fedezte fel 1985. október 12-én.